# محمد عزیزی (تکواندو)
محمد عزیزی (زادهٔ ۳۰ شهریور ۱۳۵۵ در البرز) تکواندوکار پیشین، مربی تیم ملی نونهالان تکواندو ایران است.